# Beierolpium oceanicum
Espèce
Synonymes
- Garypinus oceanicus With, 1907
- Xenolpium oceanicum palauense Beier, 1957
- Xenolpium oceanicum reductum Beier, 1957
- Xenolpium oceanicum latum Beier, 1957

Beierolpium oceanicum est une espèce de pseudoscorpions de la famille des Olpiidae.

## Distribution
Cette espèce se rencontre aux Tuvalu, aux Samoa, aux Palaos, aux États fédérés de Micronésie, aux Îles Marshall, aux Îles Mariannes du Nord, en Indonésie et au Japon à Okinawa.

## Description
Les mâles mesurent de 1,27 à 1,54 mm et les femelles de 1,59 à 1,95 mm.

## Systématique et taxinomie
Cette espèce a été décrite sous le protonyme Garypinus oceanicus par With en 1907. Elle est placée dans le genre Horus par Chamberlin en 1930 puis dans le genre Xenolpium par Beier en 1932 puis dans le genre Beierolpium par Heurtault en 1977.

## Publication originale
- With, 1907 : On some new species of the Cheliferidae, Hans., and Garypidae, Hans., in the British Museum. Journal of the Linnean Society of London, Zoology, vol. 30, p. 49-85 (texte intégral).